# Neuroxena albofasciata
Neuroxena albofasciata là một loài bướm đêm thuộc phân họ Arctiinae, họ Erebidae.